# Праидис, Александрос
Александрос Праидис (греч. Αλέξανδρος Πραΐδης; 1836, Нафплион, — 1866, Вафе, Крит) — греческий революционер второй половины XIX века.

## Биография
Единственный сын греческого политика Георгиоса Праидиса.
В 1854 году поступил в офицерское училище, которое окончил с отличием в 1857 году, в звании младшего лейтенанта инженерных войск. В 1860 году, в рядах добровольцев «Греческого легиона», принял участие в Сицилийском походе Джузеппе Гарибальди и в сражении при Калатафими.
Вернувшись в Грецию, служил в Нафплионе лейтенантом артиллерии. Принял участие в антимонархическом восстании в Нафплионе в феврале 1862 года. После того как 4 тыс. правительственных солдат, под командованием швейцарца Хана, взяли холм Ария, Праидис, во главе маленькой группы революционеров и с одним единственным орудием, принял весь натиск правительственных войск. Получил 2 ранения и был переправлен вплавь его бойцами в крепость Паламиди. Революционеры оставались осаждёнными в крепости до 24 марта, когда королём была предоставлена частичная амнистия. Праидис оказался в числе 19 революционеров, не подлежащих амнистии.
Эти 19 революционеров и 200 бойцов, последовавших за ними в эмиграцию, были посажены на французский «Pelican» и английский «Castor» и доставлены в османскую Смирну. Отсюда революционеры рассеялись по греческим общинам Франции и Италии, продолжая свою антимонархическую деятельность.
Историк Х.Лазос, основываясь на рапорте Малакиса, упоминает Праидиса среди офицеров, оказавшихся в Италии и просившихся в армию Гарибальди, на этот раз не добровольцами, а на службу. Их связной с Гарибальди, доктор Д’Анкон, объявил им, что без знания итальянского они не могут служить в итальянской армии и, главное, лишил их всяких иллюзий о намерениях Гарибальди высадится на Балканы и идти вместе с греческой армией на Константинополь.
Король Оттон был низложен в октябре 1862 года. Праидис вернулся в Грецию. После низложения короля, была создана военизированная «Университетская фаланга» из студентов и преподавателей, для соблюдения порядка в Афинах. Праидис стал её вторым и последним командиром, с февраля 1863 года до её расформирования в декабре 1863 года. Во время Критского восстания 1866 года Праидис отправился добровольцем на восставший остров. Принял участие в боях под командованием майора Иоанна Зимвракакиса. Погиб в сражении с турками при Вафе 12 октября 1866 года.